# Politická práva
Politická práva zaručená ústavou, umožňují občanům účastnit se na rozhodování o všech záležitostech, na úrovni obcí, měst, regionů, země a federace/spolku. Jsou založena na principu svobody a rovnosti (ideály osvícenství, Francouzské revoluce), osobní nezávislosti (autonomie), politického sebeurčení, práva na politickou spoluúčast (participaci).
Základní politická práva jsou práva hlasovací a volební. V přímých demokraciích k nim patří právo na iniciativu a referendum. Zpravidla bývají politická práva podmíněna občanstvím, plnoletostí (20, 18, někde ale už od 16 let), svéprávností, někde také bydlištěm na místě hlasování a voleb. Historická omezení politických práv byl, někde dodnes je, předpoklad majetku (pozemků, nemovitostí), placení daní, (mužského) pohlaví, stavu (postavení), etnické (národnostní), náboženské či rasové příslušnosti.

## Situace v jednotlivých zemích a EU

### Česko
V České republice jsou politická práva obsažena v čl. 17–23 Listiny základních práv a svobod. Jde o svobodu projevu, právo na informace, petiční právo, shromažďovací právo, sdružovací právo, volební právo a právo na odpor.

### EU
V dubnu 2012 bylo na úrovni EU zavedeno právo na nezávaznou petici Komisi EU, pod jménem Evropská občanská iniciativa (EOI) (European Citizens' Initiative (ECI), Europäische Bürgerinitiative (EBI), které zcela odpovídá cíli iniciátorů – hnutím Citizens of Europe / ECI Campaign, Democracy International, Mehr Demokratie a lidí kolem nich ze všech vrstev politického života Evropy, společně se zasazujících za silnější politická práva v Evropě – zavést iniciativu a referendum v Evropské unii.

### Německo
V zemích a obcích Německa je, k základnímu právu volit, od přelomu 80. a 90. let postupně zaváděno právo na lidovou iniciativu a referendum (Bürgerbegehren, Bürgerentscheid, Volksbegehren, Volksentscheid) – díky angažmá hnutí „Mehr Demokratie“ („Více demokracie“), založeného 1988. Zatím s řadou překážek a omezení – a zpravidla pro politické reprezentanty nezávazné – ještě ne v rozsahu jižních sousedů, kteří ale zůstávají silnou inspirací. V roce 2013 probíhá kampaň za spolkové referendum (Bundesweiter Volksentscheid).

### Rakousko
V Rakousku se o větší politická práva zasazuje hnutí „mehr demokratie!“ („více demokracie!“), založené v roce 2006 ve spolupráci s německým hnutím „Mehr Demokratie“.

### Švýcarsko
Švýcarsko je jednou z mála zemí vysoké politické spoluúčasti (participace občanů), kde občané mají ústavou zaručená dalekosáhlá politická práva na všech úrovních (místní, regionální, zemské, federální i mezinárodní) a v téměř všech záležitostech (i daňových, finančních). Důvodem je dlouholetá demokratická tradice (zejména od druhé poloviny 19. století), decentrální ale na všech úrovních spolupracující stát, federální uspořádání založené na poměrně malých geografických jednotkách (obcích, kantonech), vycházející z občana jako suveréna, s kompetencemi a rozhodováním tam kde jsou na místě a o všech záležitostech, ale v neposlední řadě i vysoká úroveň vzdělání a medií hrají rozhodující roli pro fungování této formy státu.